# Nyodes lutescens
Nyodes lutescens är en fjärilsart som beskrevs av Herrich-Schäffer 1854. Nyodes lutescens ingår i släktet Nyodes och familjen nattflyn. Inga underarter finns listade i Catalogue of Life.